# Тюренн, Анри де Ла Тур д’Овернь
Анри́ де Ла Тур д’Ове́рнь, виконт де Тюре́нн (фр. Henri de La Tour d'Auvergne, vicomte de Turenne; 11 сентября 1611 — 27 июля 1675), известный под именем Тюренн, — французский полководец, маршал Франции (1643), главный маршал Франции (с 1660 года). Представитель рода Латур д’Овернь. Один из выдающихся военных тактиков и стратегов и знаменитейших полководцев Тридцатилетней войны.

## Биография
Родился в Седанской крепости в одноимённом княжестве в Арденнах. Младший сын вождя французских гугенотов при Генрихе IV и после его смерти, маршала Франции (с 1592 года) Анри де Ла Тур д’Оверня, герцога Буйонского; по линии матери — внук Вильгельма I, принца Оранского.
До 12-летнего возраста был физически слабым мальчиком и не проявлял особых способностей. Но его отцу удалось возбудить у сына самолюбие, заставившее мальчика напрягать всю свою волю, чтобы добиться успехов в физическом и умственном развитии.
В раннем возрасте в нём появилась тяга к военному делу. Ему не было ещё 15 лет, когда его мать послала его в Голландию, изучать военное искусство под руководством его дяди Морица Оранского.

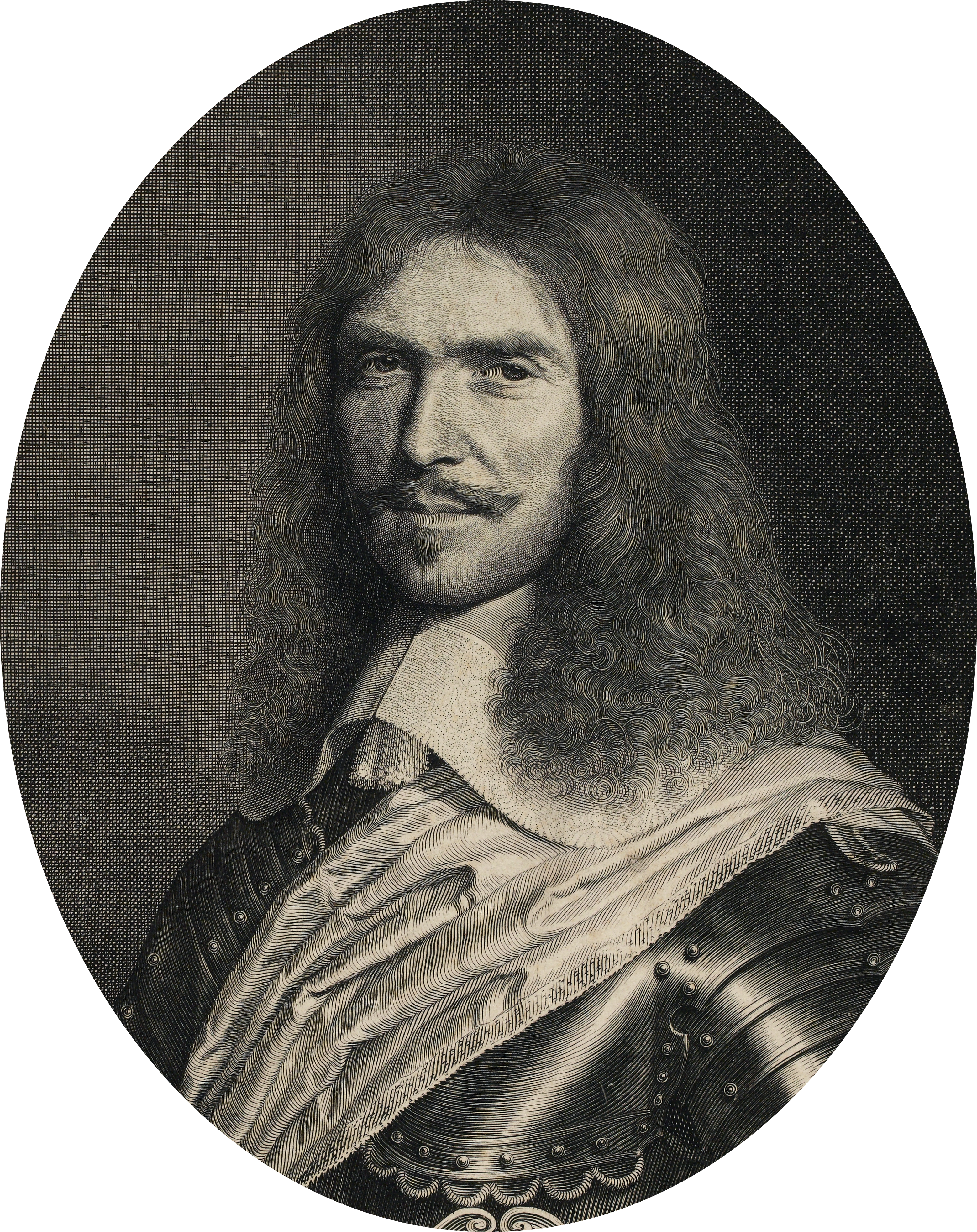
Тюренн во времена Фронды

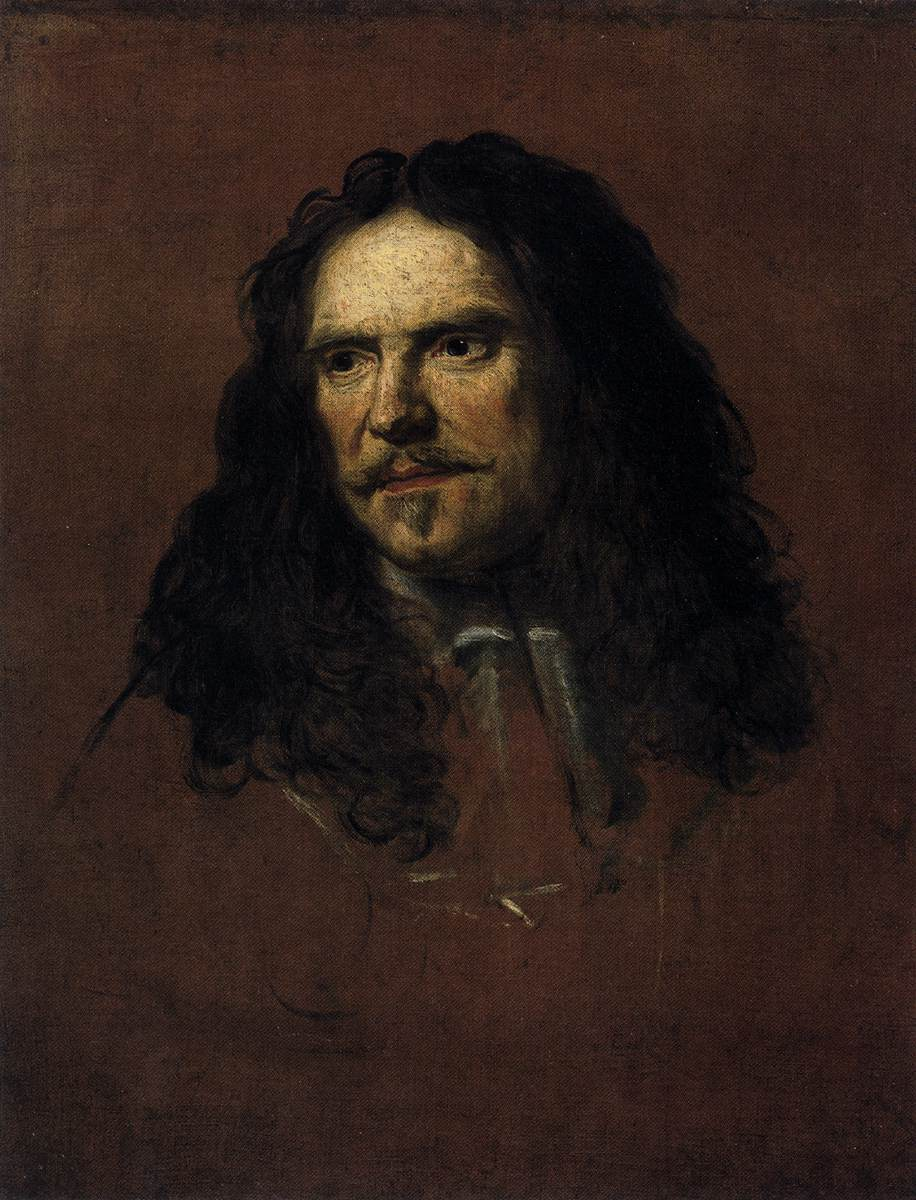
Тюренн на портрете кисти Шарля Лебрена, 1665 год

### Тридцатилетняя война
Начав службу в 1625 году во время Тридцатилетней войны без чина, Тюренн благодаря своим выдающимся способностям и отваге быстро стал повышаться по службе: в 1634 году он уже командующий полком, буквально на следующий год — бригадный генерал.
В 1640 году он захватил Турин у испанцев.
В 1643 году, когда Тюренну было всего 33 года, кардинал Мазарини дал ему жезл маршала Франции. Таким образом Мазарини надеялся привязать блестящего полководца к особе молодого короля. Однако, испытывая к Тюренну определённое недоверие, Мазарини послал его в Германию реорганизовывать армию, а во главе новых войск поставил принца де Конде.
В 1645 году Тюренн искусно командовал Верхнерейнской армией; в 1646 году соединился в Гессене со шведскими войсками Врангеля, и их совместные успехи принудили баварского курфюрста Максимилиана I заключить перемирие с Францией.
В 1647 году Тюренн действовал в Нидерландах, в 1648 году, вместе с Врангелем — снова в Баварии. После ряда побед в 1648 году Тюренн вошёл в Мюнхен, что привело к заключению Вестфальского мира.

### Фронда
В 1649—1651 годах, во время Фронды, Тюренн выступил вместе с принцем Конде против Мазарини. Это решение Тюренн принял под влиянием своего брата, герцога Буйонского, и, особенно, герцогини де Лонгвиль, в которую он давно уже был влюблён. Тюренн командовал войсками Фронды, усиленными испанскими отрядами.
В мае 1651 года Тюренн примирился с королевским двором, и ему была дарована амнистия. В начале следующего года ему были поручены действия против Конде. Возглавляя королевские войска, Тюренн одержал победы в Жаржо и в районе Жиени, заставив Конде отступить от Парижа. Тюренн продолжал одерживать победы, а Конде терпел поражение за поражением, особенно мучительно было поражение в Сент-Антуанском предместье. Королева-мать писала Тюренну:

«Во второй раз Вы сохраняете корону моему сыну».

Хотя Тюренн никогда не входил в Совет, Людовик XIV всегда консультировался с ним по особо важным делам и оставлял за ним карт-бланш при руководстве военными кампаниями и сражениями.
Тюренн закончил войну против Конде и испанцев: в 1653 году он овладел Ретелем и Муссоном, в 1654 году заставил снять осаду Арраса, в 1656 потерпел поражение от Конде и Хуана Австрийского под Валансьеном, но в 1658 году одержал блестящую победу в сражении около Дюнкерка. Его победы вынудили испанцев заключить Пиренейский мир 1659 года.
За эти успехи в 1660 году Тюренн был назначен главным маршалом Франции (высший военный чин во Франции).

### На службе у Людовика XIV

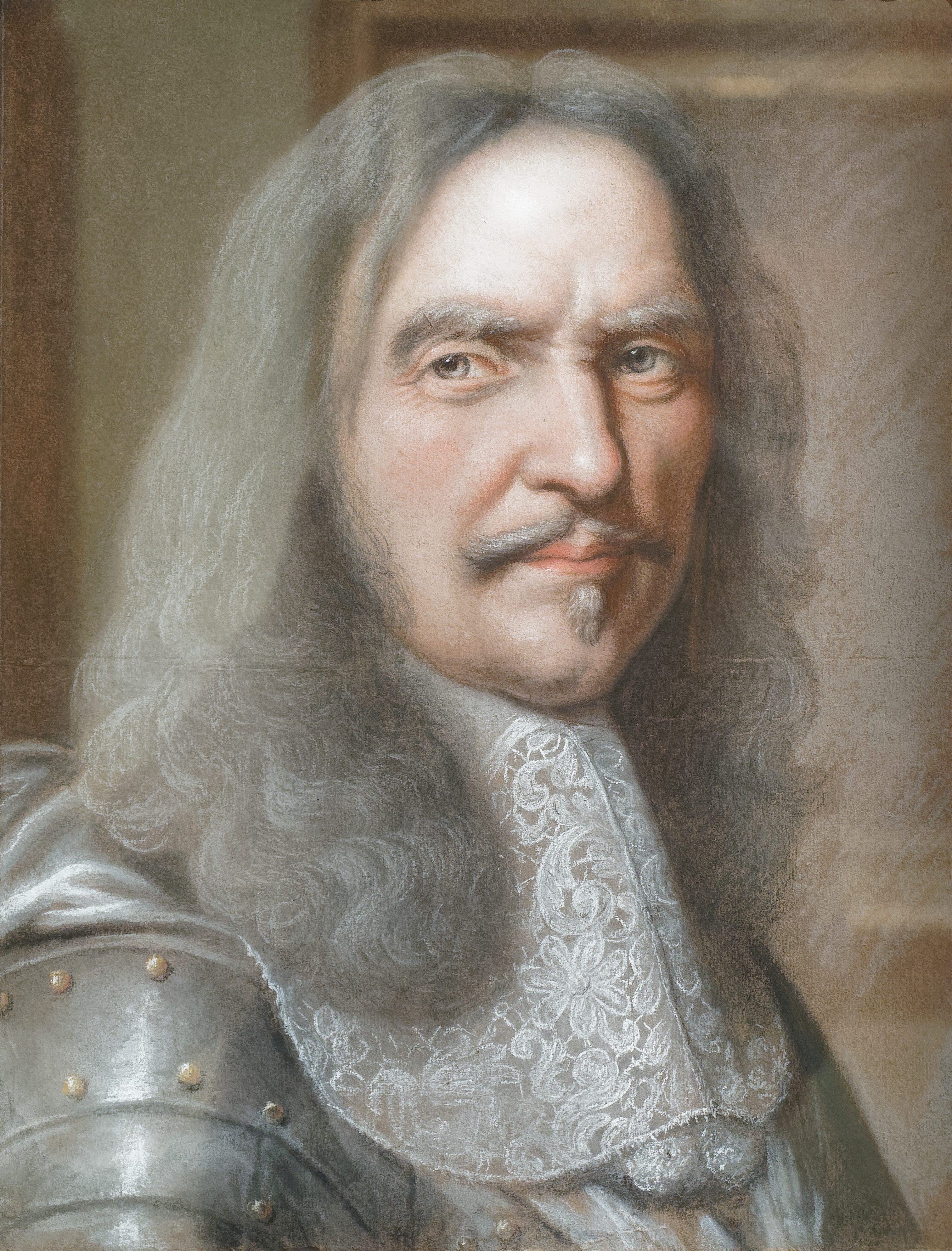
Портрет Тюренна кисти Робера Нантёйля, 1670-е гг.

До 1666 года он находился при Людовике XIV и с ним совершил поход 1667 года во Фландрию.
Во время первой Голландской войны Тюренн действовал на Рейне и оборонял Эльзас, причём выказал большое искусство в маневрировании и одержал несколько побед над имперскими войсками. 27 июля 1675 года, выехав на рекогносцировку неприятельской позиции у Засбаха (Ортенау, Германия), Тюренн первым ядром был убит наповал.

### Личная жизнь
В 1651 году Тюренн женился на протестантке Шарлотте де Комон (1623—1666), дочери Армана-Номпара де Комона, герцога де Ла Форса. Брак остался бездетным. Через два года после смерти жены Тюренн перешёл в католичество. Больше Тюренн не связывал себя узами брака и потомства не оставил.

### Оценка
Тюренн, принадлежавший к числу лучших полководцев своего времени, отличался необыкновенной скромностью и простотой как в одежде, так и в обращении. Он тщательно взвешивал все обстоятельства, которые могли иметь значение в данной военной обстановке. Особенную любовь в армии он заслужил своею заботливостью о нуждах солдата, участью которого тогда сплошь и рядом пренебрегали. Военное искусство многим обязано Тюренну, особенно в области тактики и стратегии.
В основе военного искусства Тюренна лежало широкое маневрирование на театре военных действий в сочетании с решительным сражением. Основным способом стратегических действий Тюренн считал выход на коммуникации противника и отсечение его от баз снабжения. Планы кампаний разрабатывал на основе тщательного анализа обстановки, проявляя при этом большую предусмотрительность. Решающее значение придавал организации снабжения войск, надёжному обеспечению своих коммуникаций. Был одним из создателей магазинной системы снабжения войск. В области тактики вместо шаблонного принципа равномерного распределения сил по фронту (линейная тактика) предпочитал сосредоточивать основные усилия на одном из флангов для нанесения главного удара.

### Память

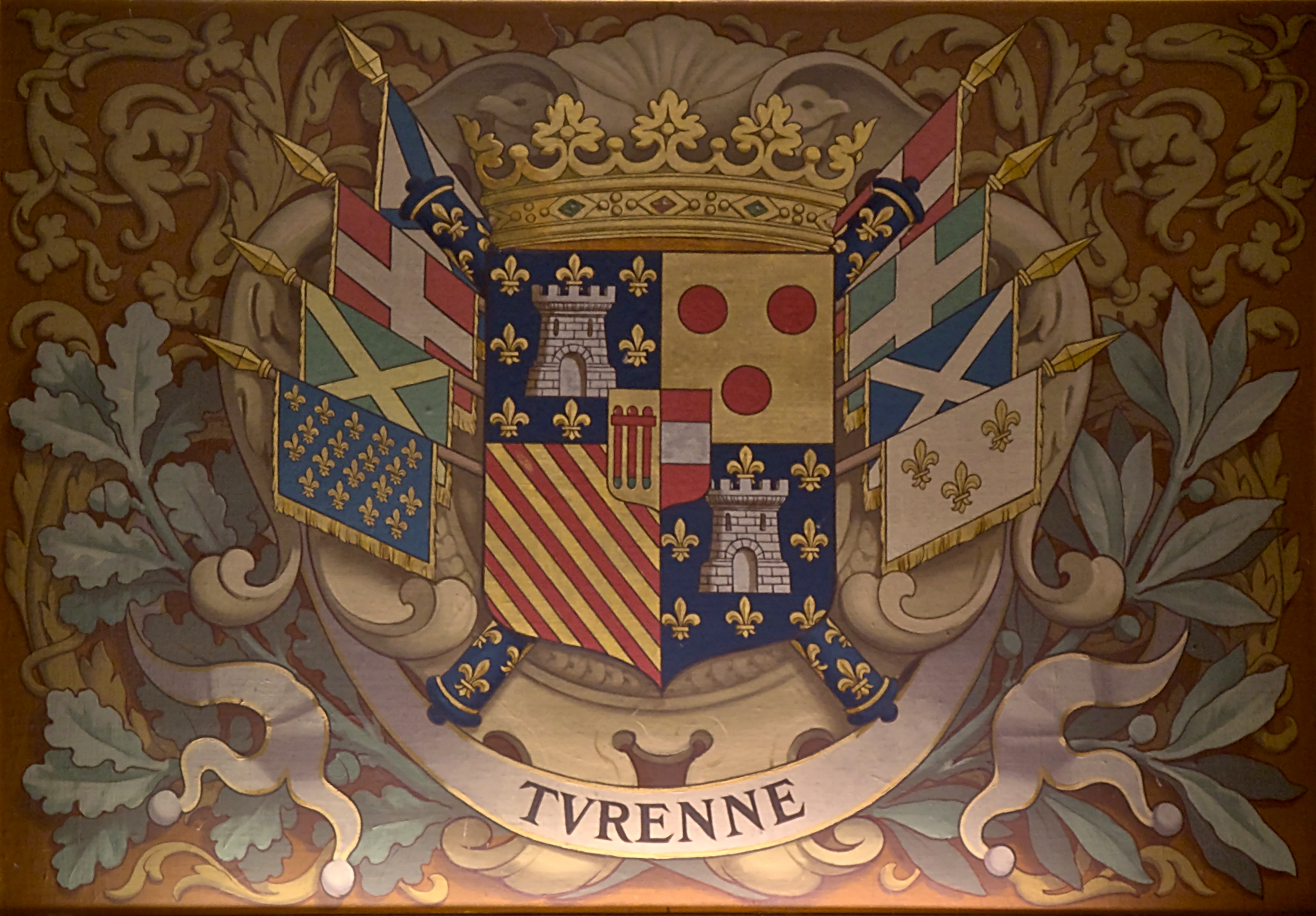
Герб Тюренна (Замок Шантийи).

Король Людовик XIV удостоил Тюренна высшей посмертной чести — приказал похоронить его прах в базилике Сен-Дени, усыпальнице французских королей. В 1793 году во время французской революции его могила была осквернена, но затем его останки были перенесены в Музей Памятников. В 1800 году по приказу Наполеона Бонапарта Тюренн был перезахоронен в Доме Инвалидов.
Во время битвы при Аустерлице Наполеон I действовал и сражался вдохновлённый тактикой внезапности Тюренна.

## Образ в кино
- Жан Дави — Железная маска / Le masque de fer (Италия, Франция; 1962) режиссёр Анри Декуэн.